# 岩手大学教育学部附属小学校
岩手大学教育学部附属小学校（いわてだいがくきょういくがくぶふぞくしょうがっこう）は、岩手県盛岡市にある国立小学校。

## 学校教育目標
- 健康で 元気な子ども
- 心が あたたかく 広い 子ども
- するどく感じ よく考え つくり出す子ども
- ものごとに 進んで取り組み やりぬく子ども
- 力を合わせて よく働く子ども

## 沿革
- 1877年 - 盛岡市仁王第一地割字内丸第10～18番地併合の女子部校舎に創立する。
- 1926年 - 岩手県女子師範附属小学校となり、盛岡市内丸に移転する。
- 1942年 - 校歌並びに校旗を制定する。
- 1943年 - 盛岡市加賀野第三地割字中道に新校舎落成し移転する（現在地）。
- 1948年 - 附属小学校PTAが成立する。
- 1949年 - 国立学校設置法により、新制大学制度の実施に伴い、岩手大学学芸学部附属小学校として発足する。
- 1966年 - 岩手大学学芸学部が岩手大学教育学部となるに伴い、岩手大学教育学部附属小学校と名称変更する。
- 1971年 - 新校舎落成式。
- 1974年 - 学校公開研究会（講師：京都大学名誉教授 湯川秀樹）「創造性を育てる授業の追求」明治図書刊。
- 2018年 - 学校公開研究会（講師：筑波大学名誉教授（ノーベル化学賞）白川英樹）。
- 2019年 - 新コンピュータ室竣工。
- 2024年 - 合唱部がこども音楽コンクールで最高賞の文部科学大臣賞(全国１位)を獲得した。
- 2024年 - 合唱部が2年連続こども音楽コンクール東北大会で最優秀賞(東北1位)を受賞し、全国大会へ進出した。

## 特色
- 盛岡市内各地から路線バスで通学する生徒が多く、通学時間帯はその輸送力が十分であるよう設定されている。
- 越境入学は受け入れており、両親と盛岡市内に居住する事を約束としている。
- 1・2年生、3・4年生、5・6年生の複式学級を1クラス有する。過疎地を多く抱える岩手県では教育研究の場として重要な存在である。
- 学級の名称が1組、2組ではなく
  - 1年
    - 1組＝つばめ組　　2組＝ひばり組　　3組＝はと組　

  - 2年
    - 1組＝ふじ組　　　2組＝ゆり組　　　3組＝きく組
    - 1・2年複式学級＝ちどり組

  - 3年
    - 1組＝つつじ組　　2組＝つばき組　　3組＝ばら組

  - 4年
    - 1組＝ほし組　　　2組=つき組　　　3組＝にじ組
    - 3・4年複式学年級＝すずらん組

  - 5年
    - 1組＝まつ組　　　2組＝たけ組　　　3組＝うめ組

  - 6年
    - 1組＝しらかば組　2組＝いちょう組　3組＝かえで組
    - 5・6年複式学級＝かつら組

など、独特な覚えやすい名称である。
- 対外的にもこれらの名称を用いる事が多いが、マークシート方式の模擬試験に記入する場合などは、便宜的に「1組」「2組」を表示を用いる。
- 6学年の児童のほとんどは、岩手大学教育学部附属中学校へ進学する。単なるエスカレータ式ではなく、入学試験を受験した上で進学する。

## 主な出身者
- 佐々木駿 - トランペット奏者
- 土村萌 - IBC岩手放送アナウンサー
- 宮城千賀子 - 宝塚歌劇団卒業生